# Métabetchouan–Lac-à-la-Croix
Pour les articles homonymes, voir Lac-à-la-Croix et Métabetchouane.
Métabetchouan–Lac-à-la-Croix est une ville du Québec située dans la MRC de Lac-Saint-Jean-Est, dans la région administrative du Saguenay–Lac-Saint-Jean.

## Toponymie
Cette ville est née en 1999 avec la fusion des villes de Métabetchouan et de Lac-à-la-Croix.

### Métabetchouan

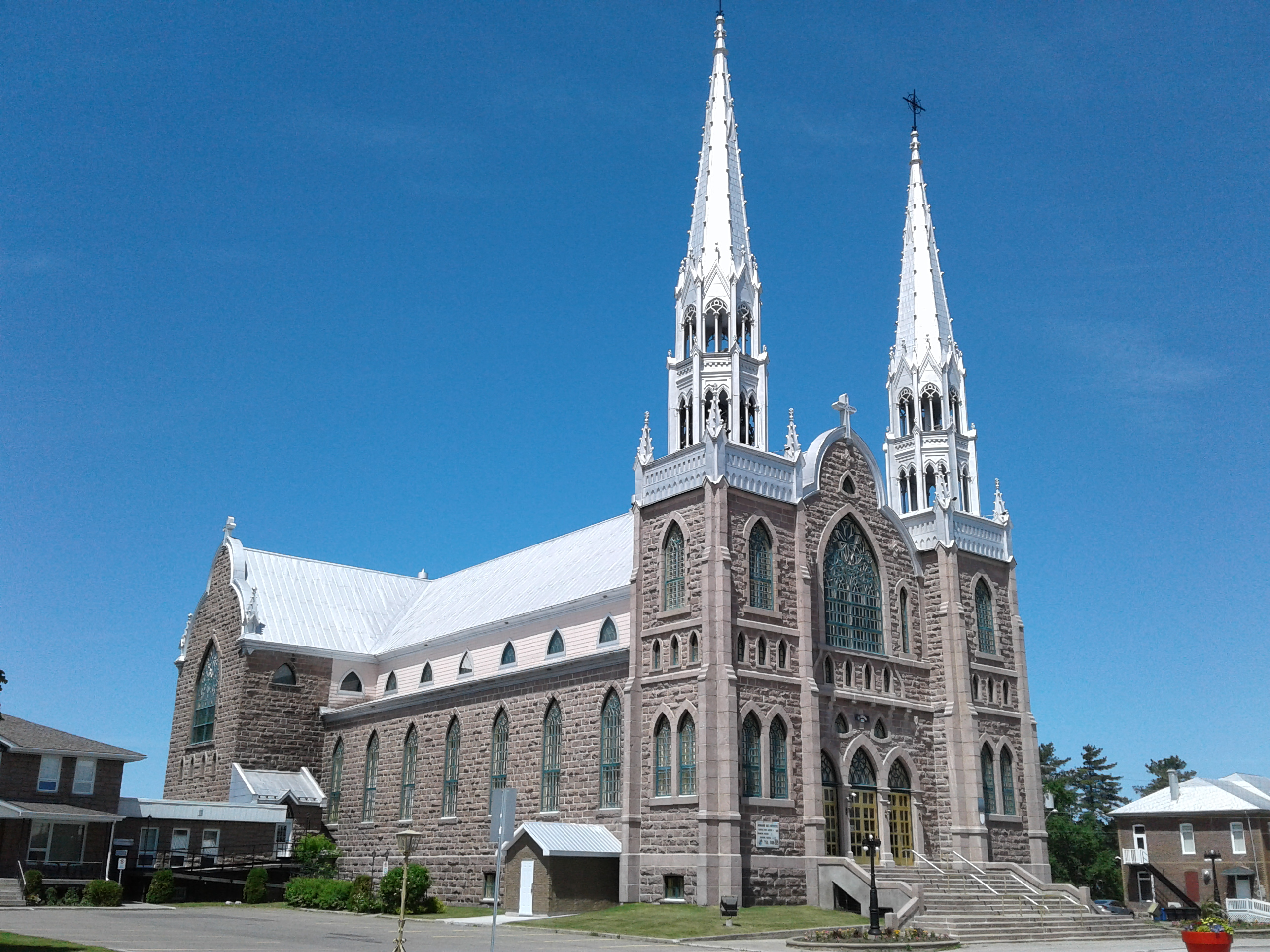
Église Saint-Jérôme

Le lieu tire son nom de la rivière Métabetchouane, il a été proclamé en 1857. En 1975 ce nom identifie la ville née de la fusion des municipalités de la paroisse et du village de Saint-Jérôme, respectivement érigées en 1872 et 1898. Ce nom, encore largement usité, avait été retenu en hommage à l'abbé Jérôme Demers (1774-1853), vicaire général de l'évêque de Québec (1825-1853) et bienfaiteur insigne. 
Principalement rurale, la municipalité a su quand même s'implanter du point vue industriel et commercial avec l'établissement entre autres du siège social de la Fédération des Caisses Populaires Desjardins du Saguenay-Lac-St-Jean. D'autres entreprises comme LAR Machinerie et la scierie Lac-St-Jean ont permis à la ville de se démarquer de ses voisins.

### Lac-à-la-Croix
La fusion des municipalités de la paroisse de Sainte-Croix (1911) et du village de Lac-à-la-Croix (1953) a donné naissance à la municipalité de Lac-à-la-Croix en 1976. Suivant certains, la dénomination municipale, tirée de celle du lac à la Croix sur les bords duquel le village a été établi, proviendrait d'une croix plantée là par le père François de Crespieul au XVIIe siècle. Le nom vient de la morphologiquement du lac en forme de croix.

## Histoire
Ses origines remontent en 1647 avec l'arrivée de Jean Dequen dans cette partie du Saguenay-Lac-St-Jean.
Établies sur les bords du lac Saint-Jean, les villes de Métabetchouan et de Lac-à-la-Croix se sont développées à partir du XXe siècle notamment grâce à leurs terres agricoles et leur capacité laitière. L'industrie forestière a joué aussi un rôle majeur, considérant que plusieurs scieries se sont développées dans les alentours.

## Géographie
À partir des Trois Lacs dans le sud de la municipalité, la rivière Couchepaganiche coule vers le nord jusqu'à son embouchure dans le lac Saint-Jean dans le secteur de Métabetchouan.
La Belle Rivière délimite le nord-est de la municipalité jusqu'à son embouchure dans le lac Saint-Jean.
À partir de son crénon, dans le nord-ouest, la rivière MacDonald coule vers le nord-ouest.

## Démographie
| 1891  | 1901  | 1911  | 1921  | 1931  | 1941  | 1951  | 1956  | 1961  |
| ----- | ----- | ----- | ----- | ----- | ----- | ----- | ----- | ----- |
| 1 835 | 2 077 | 2 186 | 2 076 | 2 504 | 2 851 | 2 642 | 2 650 | 3 121 |

| 1966  | 1971  | 1976  | 1981  | 1986  | 1991  | 1996  | - | - |
| ----- | ----- | ----- | ----- | ----- | ----- | ----- | - | - |
| 3 219 | 3 002 | 3 016 | 3 406 | 3 285 | 3 379 | 3 474 | - | - |

| 1891 | 1901 | 1911 | 1921 | 1931  | 1941  | 1951  | 1956  | 1961  |
| ---- | ---- | ---- | ---- | ----- | ----- | ----- | ----- | ----- |
| -    | -    | -    | 884  | 1 028 | 1 113 | 1 271 | 1 128 | 1 349 |

| 1966  | 1971  | 1976  | 1981  | 1986  | 1991 | 1996  | - | - |
| ----- | ----- | ----- | ----- | ----- | ---- | ----- | - | - |
| 1 312 | 1 227 | 1 047 | 1 017 | 1 049 | 971  | 1 013 | - | - |

| 2001  | 2006  | 2011  | 2016  | 2021  |
| ----- | ----- | ----- | ----- | ----- |
| 4 198 | 4 084 | 4 097 | 3 985 | 4 121 |

## Administration
Les élections municipales se font en bloc et suivant un découpage de six districts.
| Métabetchouan–Lac-à-la-Croix Maires depuis 2003                                                                      |                     |         |          |
| Élection | Maire               | Qualité | Résultat |
| 2003 | Lawrence Potvin     |         | Voir     |
| 2005 | Lawrence Potvin     | Voir    |          |
| 2009 | Lili Simard         |         | Voir     |
| 2013 | Lawrence Potvin (2) |         | Voir     |
| 2017 | André Fortin        |         | Voir     |
| 2021 | André Fortin        | Voir    |          |
| Élection partielle en italique Depuis 2005, les élections sont simultanées dans toutes les municipalités québécoises |                     |         |          |

## Attraits

### Secteur Métabetchouan
Situé sur les rives du lac Saint-Jean, le secteur Métabetchouan offre de jolies plages entre autres grâce à la plage municipale Le Rigolet qui accueille chaque année des milliers de visiteurs. Les services de baignade sous surveillance sont accessibles gratuitement pour toute la famille. Le Rigolet offre également un sentier pédestre et un accès à 260 km de piste cyclable.

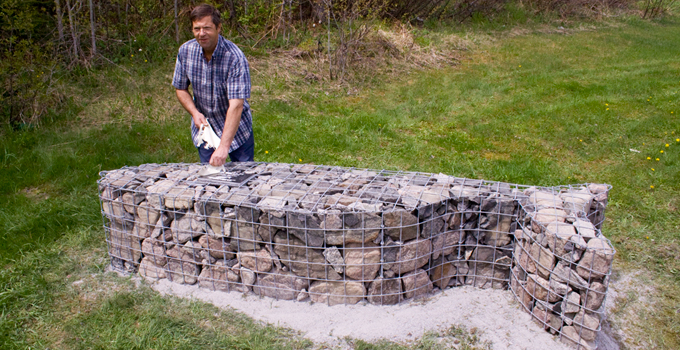
Tacon-Site de la Musique, 2009

Réputé, le Camp Musical du Saguenay—Lac-Saint-Jean offre des concerts de qualité pour les visiteurs ainsi que des formations spécialisées pour tous les musiciens. Afin de souligner l'importance de la musique au Saguenay—Lac-Saint-Jean et la présence du Camp musical à Métabetchouan, le collectif d'artistes Interaction Qui a implanté en 2009 le Tacon-Site de la Musique dans le cadre de la Grande Marche des Tacons-Sites. Depuis cet événement, la communauté de Métabetchouan est dépositaire du marqueur identitaire fondé sur le rayonnement et la singularité du patrimoine musical régional.

### Secteur Lac-à-la-Croix
Son territoire offre des richesses inégalées dont son magnifique lac Vouzier, ses champs, ses boisés et ses kettles.

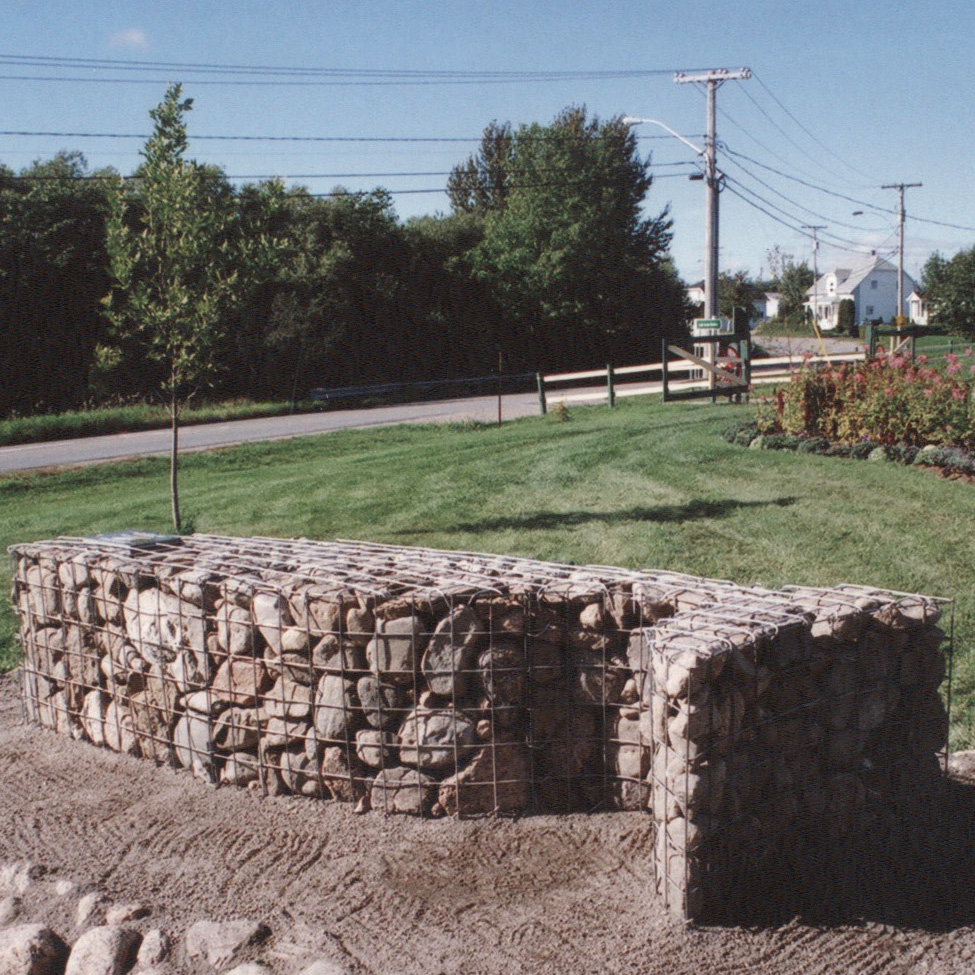
Tacon-Site des Semences au CIAR

Très tournée sur l'agriculture, la municipalité regorge de fermes et d'installations agricoles qui offrent des visites à ceux qui sont intéressés par le monde rural. On trouve aussi le Centre d'Interprétation de l'Agriculture et de la Ruralité (CIAR) qui permet d'en apprendre davantage sur l'histoire du coin, tout en offrant la possibilité de faire un labyrinthe dans un champ de maïs et de visiter une petite ferme animée. Afin de souligner l'importance de l'agriculture sur ce territoire, le collectif d'artistes Interaction Qui a implanté en 2005 le Tacon-Site des Semences dans le cadre de la Grande Marche des Tacons-Sites. Depuis cet événement, la communauté de Lac-à-la-Croix est dépositaire du marqueur identitaire fondé sur la conservation du patrimoine agricole des peuples fondateurs de la région Saguenay—Lac-Saint-Jean.

Outre des gîtes, auberges et motels, Métabetchouan-Lac-à-la-croix compte un camping situé à moins de 100m du Lac-St-Jean : le camping Villa-des-Sables.

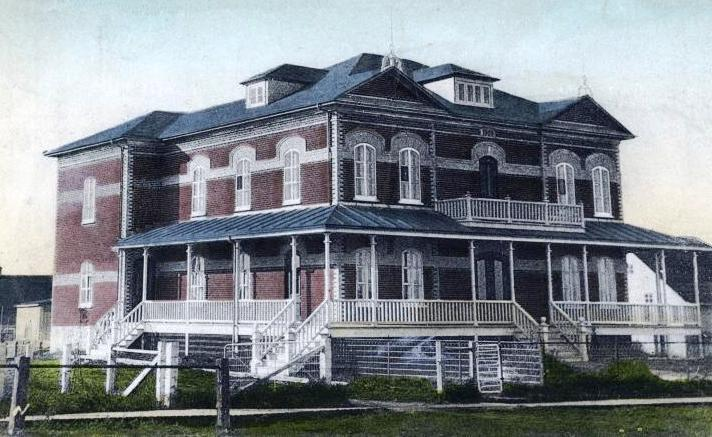
Presbytère de Métabetchouan, vers 1910
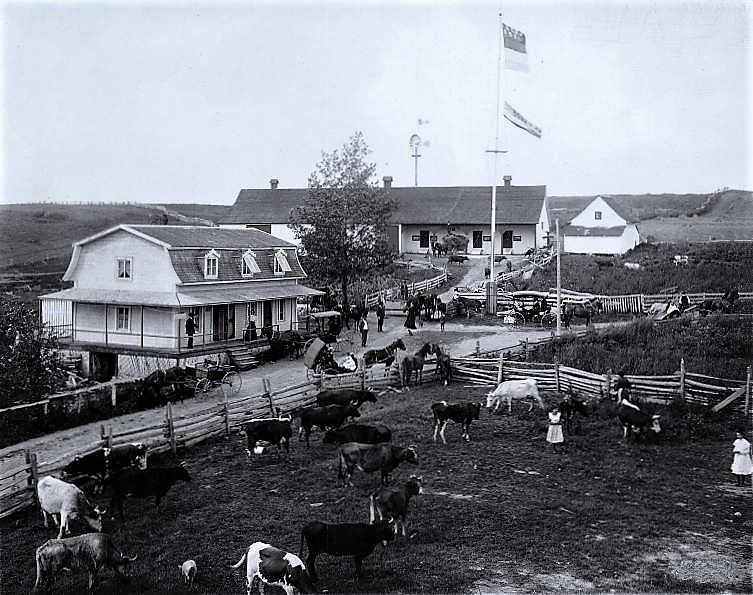
Ferme de Wilfred Rotte, vers 1906
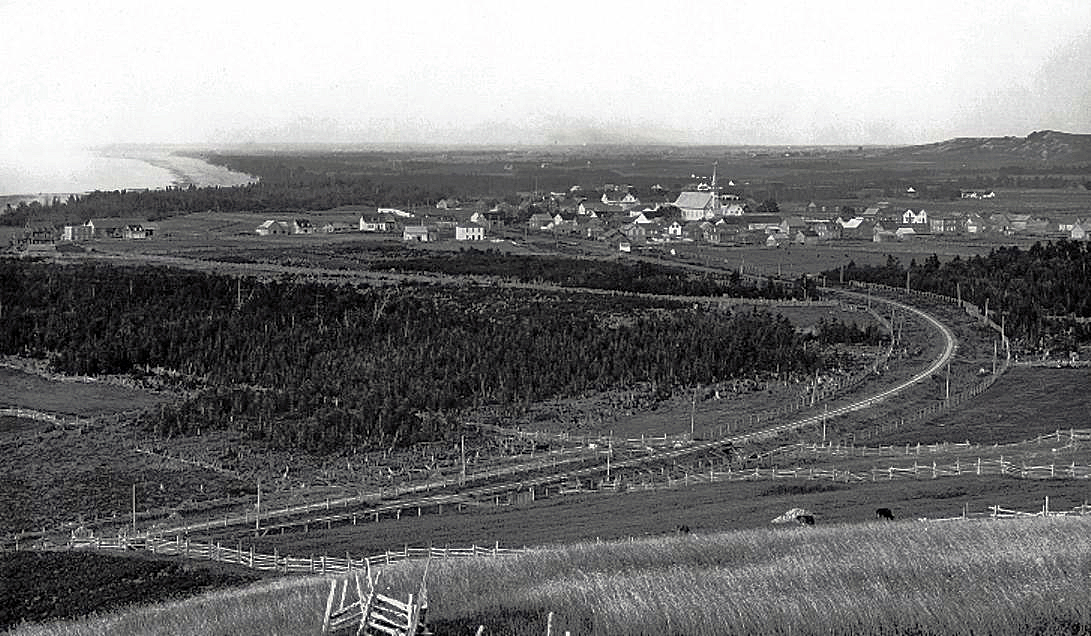
Saint-Jérôme vers 1903
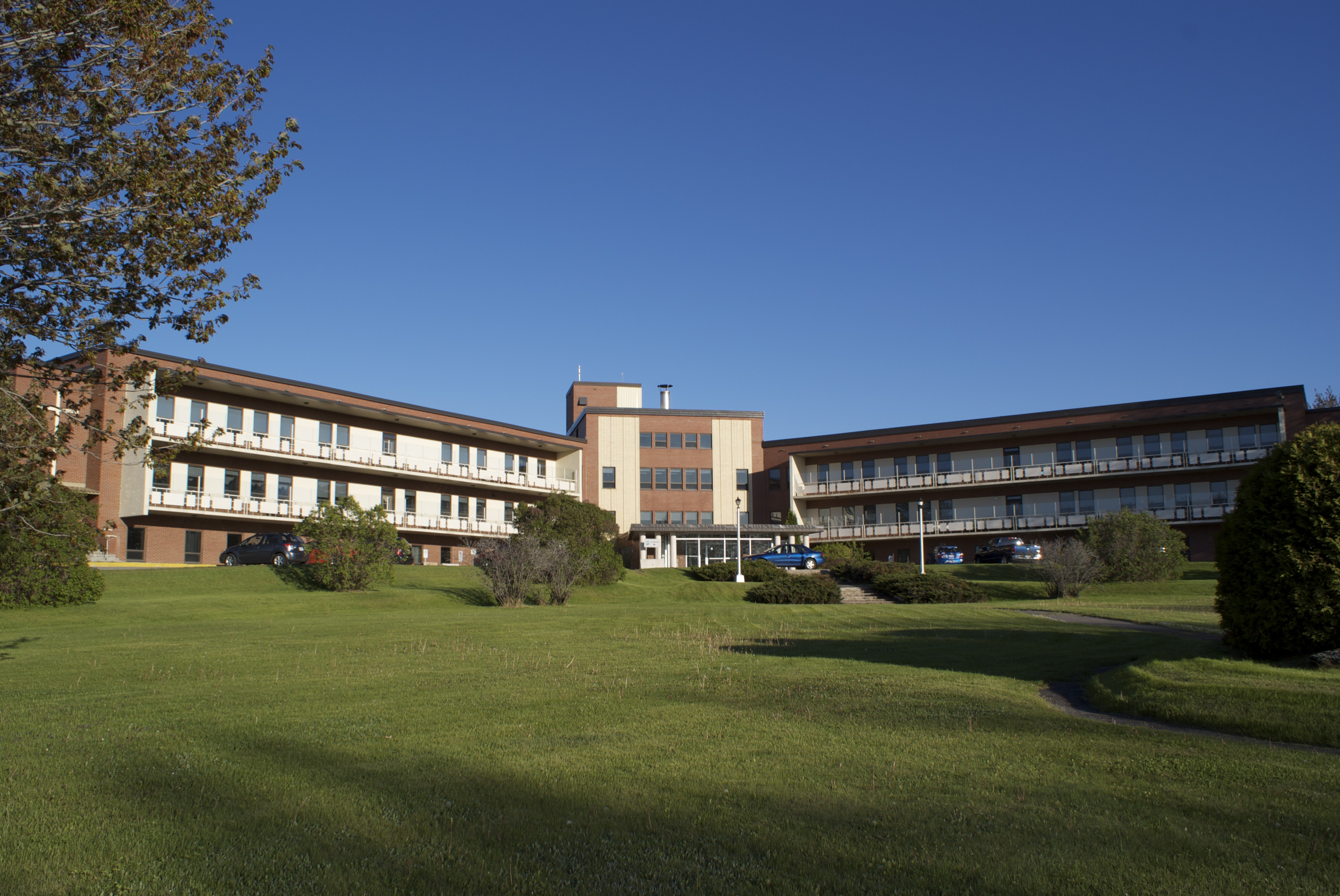
CHSLD Le Jeannois, pavillon Métabetchouan

## Personnalités
- Jean-Paul Desbiens
- Victor Tremblay
- Yvonne Tremblay-Gagnon
- Dany Boudreault